# Brandan Greczkowski
Brandan Allan Greczkowski (* 18. července 1977) je bývalý americký zápasník.

## Sportovní kariéra
Vyrůstal v Colorado Springs. Během školské docházky se v rámci tělesné výchovy věnoval americkému tradičnímu zápasu. Na střední škole Palmer High patřil k nejlepším středoškolským zápasníkům ve státě Colorado. V 18 letech si ho na jednom z turnajů všiml judistický trenér olympijského tréninkového centra (OTC Colorado Springs) Edd Liddie a nabídl mu místo ve svém týmu. Reálná možnost startu na domácích olympijských hrách Atlantě v roce 1996 ho přiměla s nabídkou souhlasit. V americké olympijské kvalifikaci však neuspěl na úkor Cliffa Sunady. Na olympijský start si musel počkat čtyři roky na olympijské hry v Sydney. Do Sydney přijel výborně připraven a v úvodním kole vyřadil na ippon strhem makikomi favorizovaného Belgičana Cédrica Taymanse. V dalším kole již nestačil na Japonce Tadahira Nomuru a v opravách vybojoval dělené 7. místo. Na tento úspěch v dalších letech nenavázal a v roce 2005 ukončil sportovní kariéru.

## Výsledky

### Judo
| Turnaj                  | 1996            | 1997            | 1998            | 1999            | 2000            |
| Turnaj                  | 19              | 20              | 21              | 22              | 23              |
| Turnaj                  | superlehká váha | superlehká váha | superlehká váha | superlehká váha | superlehká váha |
| ----------------------- | --------------- | --------------- | --------------- | --------------- | --------------- |
| Olympijské hry          | —               |                 |                 |                 | 7.              |
| Mistrovství světa       |                 | —               |                 | úč.             |                 |
| Panamerické hry         |                 |                 |                 | úč.             |                 |
| Panamerické mistrovství | úč.             | —               | 3.              | 3.              | —               |
| MS juniorů              | úč.             |                 |                 |                 |                 |